# أم محمد بنت صالح
أم محمد بنت صالح المِسكين بن عبد الله المَنْصُور بن مُحَمَّد بن عَلِيُّ العبَّاسيُّ الهاشِميُّ القُرشيُّ، هي أميرةٌ عبَّاسيَّة، وابنة أخت الخليفة العباسي الثالث المهدي وزوجة الخليفة هارُون الرَّشيد.

## سيرة شخصية
هي أم محمد بنت صالح المسكين بن الخليفة الثاني للدولة العباسية أبو جعفر المنصور.
والدتُها هي أم عبد الله ابنة عيسى بن علي الزاهد بن حبر الأمة عبد الله بن العباس الهاشمي القرشي.
كانت جدتها محظية تُدعى قالي الفراشة. وهي يونانية، وهي أم صالح المسكين. كان والدها صالح المسكين من أصغر أبناء الخليفة المنصور، وكان من وجوه بنو هاشم.
أم محمد كانت زوجة الخليفة العباسي هارون الرشيد، وهو أيضًا ابن عمها غير الشقيق.
تزوجت في البداية الأمير العباسي إبراهيم بن المهدي في عقد الـ 780، وبعد سنوات قليلة، تطلَّقت منه، ثم تزوجت إما في نوفمبر أو ديسمبر من أخيه الخليفة هارون الرشيد، وذلك عام 803.
كانت أم محمد الزوجة الثانية لهارون الرشيد من البيت العباسي، حيث كانت زوجته الأولى زبيدة بنت جعفر وهي أيضًا أميرة عباسية وحفيدة المنصور.
أمضت معظم حياتها بعد زواجها من الرشيد في قصر الخليفة مع زوجات الرشيد الأخريات. توفيت في عقد الـ 810.